# Толстое (Днепропетровская область)
Толстое (укр. Товсте) — село,
Александропольский сельский совет,
Петропавловский район,
Днепропетровская область,
Украина.
Код КОАТУУ — 1223880507. Население по переписи 2001 года составляло 22 человека.

## Географическое положение
Село Толстое находится в 3,5 км от правого берега реки Сухой Бычок,
на расстоянии в 0,5 км от села Успеновка.